# Torben Piechnik
Torben Piechnik, född 21 maj 1963 i Hellerup, Danmark, är en dansk före detta professionell fotbollsspelare (försvarare) som bland annat spelade för AGF Aarhus och Liverpool. 
År 1992 var han med i EM-truppen och spelade i finalmatchen i det danska landslag som sensationellt blev Europamästare.

## Spelarkarriär
Född i Hellerup startade Piechnik sin seniorkarriär i Kjöbenhavns Boldklub i danska Division 1. Här spelade han 175 seriematcher innan han gick till Ikast fS 1988. Här blev det två säsonger innan flyttlasset gick till B 1903. 

### Europamästare
I november 1991, 28 år gammal, fick Piechnik till sist göra sin landslagsdebut. Han blev sedan uttagen till den danska truppen som skulle spela EM 1992. Han började turneringen som en avbytare, men när Henrik Andersen blev skadad i semifinalen fick Piechnik fylla luckan i finalen. För sin insats fick han beröm när Danmark överraskande vann finalen och blev Europamästare.

### I sammanslagen klubb, värvad till England
Efter turneringen följde Piechnik majoriteten av B 1903-spelarna som gick upp i den nya klubben FC Köpenhamn när man slogs samman med Kjöbenhavns Boldklub. I september 1992, efter endast sju ligamatcher för FCK blev han dock värvad till engelska Liverpool av managern Graeme Souness, bara veckor efter starten av den nya Premier League. Han kom till ett Liverpool som jobbade i motvind och själv hade han svårt att anpassa sig till det engelska spelet. Dansken gjorde 16 ligaframträdanden första säsongen men fick sedan bara göra en enda match den följande säsongen 1993/94. När Souness ersattes av Roy Evans i januari 1994 kände Piechnik att han inte längre var del av klubbens planer och begärde att bli såld. Danskens misslyckade tid i Liverpool gav honom senare (av tidningen Liverpool Echo) en plats i "Elvan för de största fiaskona" i Liverpool och Everton.

### Tillbaka i hemlandet, cupmästare
Pichnik hamnade i slutet av säsongen 1994 i AGF Aarhus i Danmark. Här vann han danska cupen 1996 med och blev sedan kallad för att representera Danmark vid 1996 års EM. Han spelade den sista av sina 15 landskamper i turneringen när Danmark åkte ur i gruppspelet innan han tackade för sig i landslaget. Han spelade sedan ytterligare tre år med AGF innan han avslutade spelarkarriären 1999.

## Efter spelarkarriären
Pichnik har arbetat både som fastighetsmäklare och massör medan han fortfarande spelar "Old Boys"-fotboll i Danmark.

## Meriter

### I klubblag
AGF Aarhus
- Danska cupen (1): 1995/96

### I landslag
Danmark
- Europamästare: 1992

### Webbkällor
Profil på transfermarkt